# Theatro Treze de Maio
O Theatro Treze de Maio é um antigo teatro da cidade brasileira de Santa Maria, no estado do Rio Grande do Sul, localizado na Praça Saldanha Marinho, no centro da cidade. É um bem tombado pelo município.

## História
Sua história inicia com a tentativa de fundação de um teatro na cidade por um grupo de diletantes, reunidos na Sociedade Dramática Phoenix Familiar, fundada em torno de 1880. A sociedade lançou um pacote de ações para angariar fundos e chegou a adquirir um terreno, mas a verba coletada não foi suficiente e as obras do prédio não iniciaram.
Em 1888 o terreno e as ações do malogrado teatro foram doados a João Daudt Filho. Em 30 de setembro do mesmo ano Daudt anunciou a reativação do projeto, reconstituindo uma sociedade de ações em 21 de outubro, formalizada em 27 de janeiro de 1889 como Associação Treze de Maio. O nome foi uma homenagem à abolição da escravatura, ocorrida em 13 de maio de 1888.
As obras foram executadas com rapidez e em dezembro de 1889 já haviam sido realizados diversos espetáculos. Em 21 de fevereiro de 1890 foi fundada a Sociedade Indenizadora do Theatro Treze de Maio, a fim de recolher recursos para o pagamento das dívidas pendentes da construção através da organização de bailes, quermesses e atividades sociais.
Com a inauguração de um cinema na cidade em 1911, o interesse pelos espetáculos teatrais começou a declinar, e em 24 de agosto de 1913 a Prefeitura comprou o prédio. Em dezembro de 1915 o teatro encerrou suas atividades, passando a ser ocupado pelo jornal Diário do Interior. Passariam muitas décadas até que voltasse a desempenhar funções culturais e artísticas.
Em 1980 a Prefeitura iniciou a construção de um outro teatro, mas as obras se revelaram custosas e complicadas. Assim, em 1990, após uma reunião com representantes do governo e agentes culturais, e contando com a presença inspiradora de Eva Sopher, responsável pela recuperação do Theatro São Pedro de Porto Alegre, que relatou sua experiência, foi decidido que  o projeto em andamento teria outra destinação e os esforços da comunidade se voltariam para a reabilitação do antigo Theatro Treze de Maio. 
Em 1992 foi lançada uma campanha de restauro, as obras iniciaram em 18 de maio, mas acabaram sendo paralisadas pouco depois por falta de recursos. A solução veio com a criação da Associação dos Amigos do Theatro, a qual, com o apoio de instituições, empresas e da comunidade, completou os fundos faltantes, possibilitando a conclusão das obras e a reinauguração em 23 de dezembro de 1996, com a presença de autoridades, representantes da categoria
artística e cultural, além do público em geral, que assistiram à apresentação de um recital de canto lírico da soprano Anna Maria Kliemann. Eva Sopher recebeu o título de Madrinha do teatro. Em 26 de dezembro foi assinada uma parceria entre a Prefeitura e a Associação dos Amigos para a manutenção da instituição. A primeira representação teatral depois do restauro ocorreu em 30 de maio de 1997, com a peça Cenas de um Casamento, encenada por Tony Ramos e Regina Braga.

## Patrimônio municipal
Em 30 de outubro de 2013 o teatro foi incluído no Complexo Histórico-Cultural Professora Águeda Brazzale Leal, e em 7 de novembro de 2014 foi tombado pela Prefeitura através do Decreto n° 127. O tombamento levou em consideração sua importância cultural para a cidade e o interesse arquitetônico e estético da edificação.
O teatro mantém um Livro de Ouro para preservar a memória de seus benfeitores e pessoas que de alguma forma tiveram um papel destacado em suas atividades, e segundo pesquisa de Naiara Azzolin, as manifestações ali registradas deixam clara a importância da instituição para a comunidade.